# 回旋
| ウィキペディアには「回旋」という見出しの百科事典記事はありません（タイトルに「回旋」を含むページの一覧/「回旋」で始まるページの一覧）。 代わりにウィクショナリーのページ「回旋」が役に立つかもしれません。 |